# Liste der Länderspiele der honduranischen Futsalnationalmannschaft
Die nachfolgende Liste enthält alle Länderspiele der honduranischen Futsalnationalmannschaft der Männer, die der Fußballverband von Honduras, die Federación Nacional Autónoma de Fútbol de Honduras (FENAFÚTH), im Jahr 2003 gegründet hat. Futsal ist die einzige von der FIFA anerkannte Variante des Hallenfußballs. Bisher wurden 21 Länderspiele ausgetragen.

## Länderspielübersicht
Legende
- Erg. = Ergebnis
- n. V. = nach Verlängerung
- i. S. = im Sechsmeterschießen
- abg. = Spielabbruch
- H = Heimspiel
- A = Auswärtsspiel
- * = Spiel auf neutralem Platz
- Hintergrundfarbe grün = Sieg
- Hintergrundfarbe gelb = Unentschieden
- Hintergrundfarbe rot = Niederlage

| Nr.                    | Datum      | Erg.                | Gegner              |   | Austragungsort                                                                | Anlass                                     | Bemerkungen |
| ---------------------- | ---------- | ------------------- | ------------------- | - | ----------------------------------------------------------------------------- | ------------------------------------------ | --- |
| 1                      | 18.05.2004 | 1:5                 | USA                 | A | Milwaukee (USA), US Cellular Arena                                            | CONCACAF-Meisterschaft 2004- Qualifikation | Erstes Auswärtsspiel Erste Niederlage Erste Auswärtsniederlage Erstes Länderspiel gegen die USA                                                       |
| 2                      | 20.05.2004 | 0:2                 | USA                 | A | Milwaukee (USA), US Cellular Arena                                            | CONCACAF-Meisterschaft 2004- Qualifikation | |
| 3                      | 28.01.2016 | 6:2                 | Nicaragua           | * | Guatemala-Stadt (GUA), Domo Polideportivo de la CDAG                          | CONCACAF-Meisterschaft 2016- Qualifikation | Erstes Spiel auf neutralem Platz Erster Sieg Erster Sieg auf neutralem Platz Höchster Sieg auf neutralem Platz Erstes Länderspiel gegen Nicaragua     |
| 4                      | 29.01.2016 | 2:6                 | Guatemala           | A | Guatemala-Stadt (GUA), Domo Polideportivo de la CDAG                          | CONCACAF-Meisterschaft 2016- Qualifikation | Höchste Auswärtsniederlage Erstes Länderspiel gegen Guatemala                                                                                         |
| 5                      | 30.01.2016 | 4:6                 | Panama              | * | Guatemala-Stadt (GUA), Domo Polideportivo de la CDAG                          | CONCACAF-Meisterschaft 2016- Qualifikation | Erste Niederlage auf neutralem Platz Erstes Länderspiel gegen Panama                                                                                  |
| 6                      | 31.01.2016 | 5:2                 | El Salvador         | * | Guatemala-Stadt (GUA), Domo Polideportivo de la CDAG                          | CONCACAF-Meisterschaft 2016- Qualifikation | Erstes Länderspiel gegen El Salvador |
| 7                      | 01.05.2016 | 0:3                 | Kanada              | * | San José 1 (CRC), BN Arena 1                                                  | Freundschaftsspiel                         | Erstes Länderspiel gegen Kanada |
| 8                      | 02.05.2016 | 2:4                 | Costa Rica          | A | San José 1 (CRC), BN Arena 1                                                  | Freundschaftsspiel                         | Erstes Länderspiel gegen Costa Rica |
| 9                      | 04.05.2016 | 1:1                 | Trinidad und Tobago | * | San José (CRC), BN Arena                                                      | CONCACAF-Meisterschaft 2016- Qualifikation | Erstes Unentschieden Erstes Unentschieden auf neutralem Platz Höchstes Unentschieden auf neutralem Platz Erstes Länderspiel gegen Trinidad und Tobago |
| 10                     | 05.05.2016 | 5:3                 | Trinidad und Tobago | * | San José (CRC), BN Arena                                                      | CONCACAF-Meisterschaft 2016- Qualifikation | |
| 11                     | 08.05.2016 | 1:7                 | Mexiko              | * | San José (CRC), BN Arena                                                      | CONCACAF-Meisterschaft 2016- Endrunde      | Erstes Länderspiel gegen Mexiko |
| 12                     | 09.05.2016 | 3:10                | Panama              | * | San José (CRC), BN Arena                                                      | CONCACAF-Meisterschaft 2016- Endrunde      | Höchste Niederlage Höchste Niederlage auf neutralem Platz                                                                                             |
| 13                     | 10.05.2016 | 4:6                 | Guatemala           | * | San José (CRC), BN Arena                                                      | CONCACAF-Meisterschaft 2016- Endrunde      | |
| 14                     | 10.11.2017 | 4:1                 | Nicaragua           | H | Tegucigalpa, Universidad Pedagógica Nacional Francisco Morazán                | Freundschaftsspiel                         | Erstes Heimspiel Erster Heimsieg |
| 15 2                   | 11.11.2017 | 5:2                 | Nicaragua           | H | Tegucigalpa, Universidad Pedagógica Nacional Francisco Morazán                | Freundschaftsspiel                         | |
| 16 2                   | 11.11.2017 | 2:4                 | Nicaragua           | H | Tegucigalpa, Universidad Pedagógica Nacional Francisco Morazán                | Freundschaftsspiel                         | Erste Heimniederlage Höchste Heimniederlage |
| 17                     | 12.11.2017 | 5:1                 | Nicaragua           | H | Tegucigalpa, Universidad Pedagógica Nacional Francisco Morazán                | Freundschaftsspiel                         | Höchster Heimsieg |
| 18                     | 13.12.2017 | 7:1                 | Nicaragua           | A | Managua (NCA), Gimnasio de Balonmano del Instituto Nicaragüense de Deportes   | Juegos Deportivos Centroamericanos 2017    | Erster Auswärtssieg Höchster Sieg Höchster Auswärtssieg                                                                                               |
| 19                     | 14.12.2017 | 2:7                 | Costa Rica          | * | Managua (NCA), Gimnasio de Balonmano del Instituto Nicaragüense de Deportes   | Juegos Deportivos Centroamericanos 2017    | |
| 20                     | 16.12.2017 | 4:6                 | Panama              | * | Managua (NCA), Gimnasio de Balonmano del Instituto Nicaragüense de Deportes   | Juegos Deportivos Centroamericanos 2017    | |
| 21                     | 17.12.2017 | 2:2 n. V. 1:3 i. S. | Nicaragua           | A | Managua (NCA), Gimnasio de Balonmano del Instituto Nicaragüense de Deportes 3 | Juegos Deportivos Centroamericanos 2017    | Erstes Auswärtsunentschieden Höchstes Unentschieden Höchstes Auswärtsunentschieden                                                                    |
| Stand: 27. August 2018 |            |                     |                     |   |                                                                               |                                            | |

## Statistik
In der Statistik werden nur die offiziellen Länderspiele berücksichtigt.
Legende
- Sp. = Spiele
- Sg. = Siege
- Uts. = Unentschieden
- Ndl. = Niederlagen
- Hintergrundfarbe grün = positive Bilanz
- Hintergrundfarbe gelb = ausgeglichene Bilanz
- Hintergrundfarbe rot = negative Bilanz

### Gegner
| Land                | Kontinentalverband | Sp. | Sg. | Uts. | Ndl. | Torverhältnis |
| ------------------- | ------------------ | --- | --- | ---- | ---- | ------------- |
| Costa Rica          | CONCACAF           | 2   | 0   | 0    | 2    | 04:11         |
| El Salvador         | CONCACAF           | 1   | 1   | 0    | 0    | 5:2           |
| Guatemala           | CONCACAF           | 2   | 0   | 0    | 2    | 06:12         |
| Kanada              | CONCACAF           | 1   | 0   | 0    | 1    | 0:3           |
| Mexiko              | CONCACAF           | 1   | 0   | 0    | 1    | 1:7           |
| Nicaragua           | CONCACAF           | 7   | 5   | 1    | 1    | 0 31:13 4     |
| Panama              | CONCACAF           | 3   | 0   | 0    | 3    | 11:22         |
| Trinidad und Tobago | CONCACAF           | 2   | 1   | 1    | 0    | 6:4           |
| USA                 | CONCACAF           | 2   | 0   | 0    | 2    | 1:7           |
| Gesamt              | Gesamt             | 21  | 7   | 2    | 12   | 65:81         |

### Kontinentalverbände
| Kontinentalverband                 | Sp. | Sg. | Uts. | Ndl. | Torverhältnis |
| ---------------------------------- | --- | --- | ---- | ---- | ------------- |
| AFC (Asien)                        | 0   | 0   | 0    | 0    | 0:0           |
| CAF (Afrika)                       | 0   | 0   | 0    | 0    | 0:0           |
| CONCACAF (Nord- und Mittelamerika) | 21  | 7   | 2    | 12   | 0 65:81 4     |
| CONMEBOL (Südamerika)              | 0   | 0   | 0    | 0    | 0:0           |
| OFC (Ozeanien)                     | 0   | 0   | 0    | 0    | 0:0           |
| UEFA (Europa)                      | 0   | 0   | 0    | 0    | 0:0           |
| Gesamt                             | 21  | 7   | 2    | 12   | 65:81         |

### Anlässe
| Anlass                                      | Sp. | Sg. | Uts. | Ndl. | Torverhältnis |
| ------------------------------------------- | --- | --- | ---- | ---- | ------------- |
| CONCACAF-Meisterschaft-Endrundenspiele      | 3   | 0   | 0    | 3    | 08:23         |
| CONCACAF-Meisterschaft-Qualifikationsspiele | 8   | 3   | 1    | 4    | 24:27         |
| Juegos Deportivos Centroamericanos-Spiele   | 4   | 1   | 1    | 2    | 0 15:16 4     |
| Freundschaftsspiele                         | 6   | 3   | 0    | 3    | 18:15         |
| Gesamt                                      | 21  | 7   | 2    | 12   | 65:81         |

### Spielarten
| Spielart                       | Sp. | Sg. | Uts. | Ndl. | Torverhältnis |
| ------------------------------ | --- | --- | ---- | ---- | ------------- |
| Heimspiele (H)                 | 4   | 3   | 0    | 1    | 16:80         |
| Spiele auf neutralem Platz (*) | 11  | 3   | 1    | 7    | 35:53         |
| Auswärtsspiele (A)             | 6   | 1   | 1    | 4    | 0 14:20 4     |
| Gesamt                         | 21  | 7   | 2    | 12   | 65:81         |

### Austragungsorte
| Austragungsort  | Land       | Sp. | Sg. | Uts. | Ndl. | Torverhältnis |
| --------------- | ---------- | --- | --- | ---- | ---- | ------------- |
| Guatemala-Stadt | Guatemala  | 4   | 2   | 0    | 2    | 17:16         |
| Managua         | Nicaragua  | 4   | 1   | 1    | 2    | 0 15:16 4     |
| Milwaukee       | USA        | 2   | 0   | 0    | 2    | 1:7           |
| San José        | Costa Rica | 7   | 1   | 1    | 5    | 16:34         |
| Tegucigalpa     | Honduras   | 4   | 3   | 0    | 1    | 16:80         |
| Gesamt          | Gesamt     | 21  | 7   | 2    | 12   | 65:81         |

### Spielergebnisse
|      | Gegentore | Gegentore | Gegentore | Gegentore | Gegentore | Gegentore | Gegentore | Gegentore | Gegentore | Gegentore | Gegentore |
| Tore | 0         | 1         | 2         | 3         | 4         | 5         | 6         | 7         | 8         | 9         | 10        |
| ---- | --------- | --------- | --------- | --------- | --------- | --------- | --------- | --------- | --------- | --------- | --------- |
| 0    | -         | -         | 1         | 1         | -         | -         | -         | -         | -         | -         | -         |
| 1    | -         | 1         | -         | -         | -         | 1         | -         | 1         | -         | -         | -         |
| 2    | -         | -         | 0 1 4     | -         | 2         | -         | 1         | 1         | -         | -         | -         |
| 3    | -         | -         | -         | -         | -         | -         | -         | -         | -         | -         | 1         |
| 4    | -         | 1         | -         | -         | -         | -         | 3         | -         | -         | -         | -         |
| 5    | -         | 1         | 2         | 1         | -         | -         | -         | -         | -         | -         | -         |
| 6    | -         | -         | 1         | -         | -         | -         | -         | -         | -         | -         | -         |
| 7    | -         | 1         | -         | -         | -         | -         | -         | -         | -         | -         | -         |